# Ensenhamen

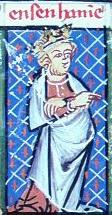
Ensenhame personnifié par un roi dans le Breviari d'amor de Matfre Ermengau du XIVe siècle.

Un ensenhamen (prononcé : [enseɲaˈmen], qui signifie « instruction » ou « enseignement ») était un poème didactique en ancien occitan (souvent lyrique) associé aux troubadours. Ses limites en tant que genre de la littérature occitane ont été débattues depuis sa première définition au XIXe siècle. Le mot ensenhamen a beaucoup de variations en ancien occitan : essenhamen, ensegnamen, enseinhamen, et enseignmen.

## Présentation
L'ensenhamen possède ses propres sous-genres, tels que la « littérature de conduite » qui explique aux femmes nobles la bonne façon de se comporter et le genre du « miroir des princes » qui explique aux jeunes gens nobles comment être chevaleresque. Ces genres définissent et encouragent l'amour courtois et le comportement chevaleresque à partir de sujets banals, des manières de table aux questions d'éthique sexuelle.
Le premier ensenhamen a été écrit vers 1155 par Garin lo Brun. C'est l'Ensenhamen de la donsela (« Instruction de la jeune fille »). Vers 1170, Arnaut Guilhem de Marsan écrit l'Ensenhamen del cavaier (« Instruction du chevalier ») pour un auditoire de guerriers. Une décennie plus tard, Arnaut de Mareuil écrit un long ensenhamen sur la cortesia (courtoisie). Vers 1220-1230, le troubadour italien Sordel traite de l'honneur dans son Ensenhamen d'onor, de même qu'Uc de Saint-Circ. À la fin du XIIIe siècle, le Catalan Cerverí de Girona écrit un ensenhamen de proverbes en 1 197 quatrains pour son fils tandis qu'un autre troubadour catalan, Amanieu de Sescars, compose deux ensenhamens : l'Ensenhamen del scudier (« Instruction de l'écuyer »), définissant le comportement chevaleresque idéal, et l'Ensenhamen de la donsela, décrivant le comportement respectable à adopter par les jeunes femmes. Daude de Pradas est aussi l'auteur d'un ensenhamen sur les quatre vertus cardinales. Peire Lunel écrit L'essenhamen del guarso en 1326, qui constitue le dernier exemple du genre. Au de Mons et Raimon Vidal sont d'autres contributeurs de ce genre.
Il existait aussi des ensenhamens parodiques conçus pour faire la satire des jongleurs. Fadet juglar de Guiraut de Calanson en est un exemple. Bertran de Paris et Guiraut de Cabreira (Cabra joglar) ont également écrit ce genre d'ensenhamen.